# Ija Wiktorowna Gawrilowa
Ija Wiktorowna Gawrilowa (russisch Ия Викторовна Гаврилова; * 3. September 1987 in Krasnojarsk, Russische SFSR) ist eine russische Eishockeyspielerin, die seit 2016 bei Calgary Inferno in der Canadian Women’s Hockey League (CWHL) spielt.

## Karriere
Ija Gawrilowa begann mit dem Eishockeysport im Alter von acht Jahren und spielte zunächst in Jungenmannschaften. Ihre Karriere begann sie bei Lokomotive Krasnojarsk. Zwischen 2002 und 2006 spielte sie für den damaligen Spitzenklub Russlands, HK SKIF Moskau, in der russischen Fraueneishockey-Meisterschaft und gewann mit diesem 2003, 2004 und 2005 den russischen Meistertitel. 2006 wechselte sie zu Tornado Moskowskaja Oblast, mit dem sie auf Anhieb einen weiteren Meistertitel gewann. Anschließend folgte ein Jahr an der University of Minnesota Duluth, wo sie für die Duluth Bulldogs in der NCAA spielte.

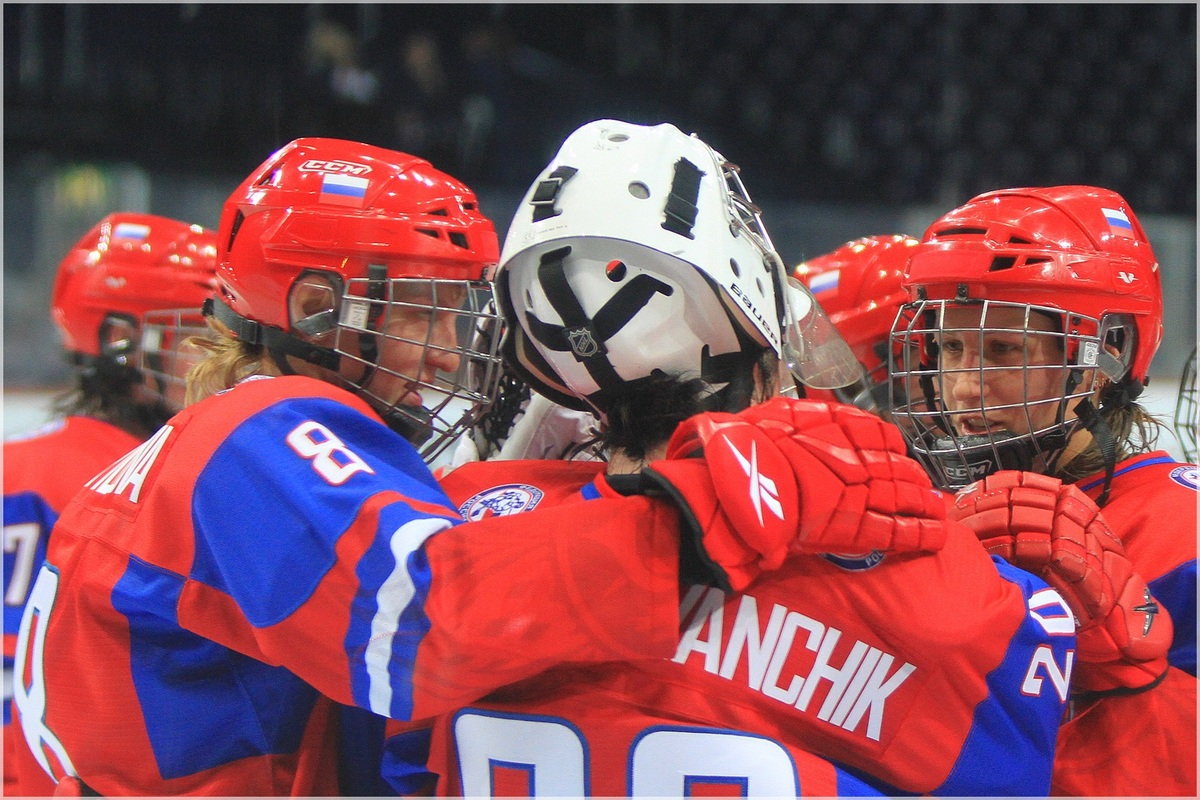
Gawrilowa (links, Nummer 8) bei der Eishockey-Weltmeisterschaft der Frauen 2011

2009 gewann sie den fünften Meistertitel ihrer Karriere, ehe sie in der Saison 2010/11 für die Minnesota Whitecaps in der Western Womens Hockey League aktiv war und parallel ihr Masterstudium an der UMD beendete.
Seit 2011 ist sie an der University of Calgary eingeschrieben und spielt für die Dinos, das Eishockeyteam der Universität, in der Canadian Interuniversity Sport. 2012 gewann sie mit den Dinos die Meisterschaft der CIS. Während der Saison 2013/14 unterbrach sie ihr Studium, um sich bei Tornado Moskowskaja Oblast auf die Olympischen Winterspiele in Sotschi vorzubereiten.
2015 erhielt sie die Auszeichnung als Spielerin des Jahres der CIS.

### International
Seit 2004 ist sie Stammspielerin der russischen Nationalmannschaft und nahm mit dieser an drei Olympischen Eishockeyturnieren teil. Dabei belegten die Russinnen jeweils den sechsten Platz. Zudem nahm Gawrilowa jährlich an den Eishockey-Weltmeisterschaften teil und gewann dabei 2013 und 2016 jeweils die Bronzemedaille. 2015 gewann sie außerdem bei der Winter-Universiade die Goldmedaille.

## Erfolge und Auszeichnungen
| - 2003 Russischer Meister mit dem HK SKIF Moskau - 2004 Russischer Meister mit dem HK SKIF Moskau - 2005 Russischer Meister mit dem HK SKIF Moskau - 2007 Russischer Meister mit Tornado Moskowskaja Oblast - 2009 Russischer Meister mit Tornado Moskowskaja Oblast - 2010 Gewinn des European Women Champions Cup mit Tornado Moskowskaja Oblast - 2012 Gewinn der CIS-Meisterschaft mit den Calgary Dinos - 2012 Canada West First Team All-Star | - 2013 Bronzemedaille bei der Weltmeisterschaft - 2014 Gewinn des European Women Champions Cup mit Tornado Moskowskaja Oblast - 2015 Goldmedaille bei der Winter-Universiade - 2015 Gewinn der Brodrick Trophy (CIS Spielerin des Jahres) - 2015 Canada West Conference Player of the Year - 2015 CIS First Team All-Star - 2016 Canada West Conference Player of the Year - 2016 Bronzemedaille bei der Weltmeisterschaft |

## Karrierestatistik

### International
(Legende zur Spielerstatistik: Sp oder GP = absolvierte Spiele; T oder G = erzielte Tore; V oder A = erzielte Assists; Pkt oder Pts = erzielte Scorerpunkte; SM oder PIM = erhaltene Strafminuten; +/− = Plus/Minus-Bilanz; PP = erzielte Überzahltore; SH = erzielte Unterzahltore; GW = erzielte Siegtore; 1 Play-downs/Relegation; Kursiv: Statistik nicht vollständig)